# Max Jordan (tecknad serie)
Max Jordan (originaltitel: Gil Jourdan) är en belgisk komisk äventyrsserie skapad av Maurice Tillieux.

## Handling
Jordan vill bli en omtalad privatdetektiv. För att lyckas med detta måste han göra något som skapar rubriker i tidningarna. Han satsar hela sitt kapital, väljer ut rätt personer och ger sig själv sex månader för att krossa en knarkliga. 
Till sin hjälp har Jordan en smart och intensiv kvinna vid namn Nina, Skatan, en glad före detta tjuv, med egensinnig humor (endast han själv skrattar åt skämten han drar), och en polis, inspektör Coork, som till att börja med är en löjlig och fientlig typ, men under seriens gång blir han mer och mer betydelsefull för fallens lösning. 
En viktig nyhet i Jordanserien var stämningen på de platser han reste till. Miljöerna i Tillieuxs tidiga serier var välstädade och välordnade. I Max Jordan tecknade han en råare värld, med dammiga kontor, smutsiga gator, mörka hamnar och leriga gårdar. Det är framför allt de franska miljöerna som imponerar och fängslar läsaren. När Max Jordan och hans vänner reser iväg till exotiska platser försvinner en del av mystiken och charmen. 

## Historik
Serien startade den 20 september 1956 i Spirou nr 962. Jordan var mycket lik Tillieuxs tidigare serie Félix och några av Félix-berättelserna utgjorde grunden för Jordan-äventyren. Titelfiguren Félix hade varit stökig, förvirrad och till och med lite naiv. Max Jordan visade sig dock vara en person som är säker på sig själv. Han är utbildad jurist, han vet vad han vill, och han har redan från början en mycket tydlig plan med sitt agerande.
1970 överlämnade Tillieux teckningsarbetet till Gos (Roland Goossens). Det blev fyra långa serier, och fyra korta, som är trogna originalet men saknar en del av det speciella som fanns i Tillieuxs teckningsstil. 
1989, drygt tio år efter Tillieuxs bortgång, gavs det ut ett hyllningsalbum (Les Enquêtes de leurs amis: l’hommage à Gil Jourdan et à M. Tillieux). I åtta berättelser hyllas Max Jordan och Maurice Tillieux av kända serieskapare, däribland Turk, Maltaite och Desberg.

## Albumutgivning

### Originalutgivning
Som brukligt är när det gäller fransk-belgiska serier samlades äventyren i album efter serietidningspubliceringen. Sexton album gavs ut i hemlandet Belgien åren 1959–79. Alla de sexton albumen har även givits ut på nederländska.

### Svensk utgivning
Tre album har kommit på svenska, utgivna av Bonniers Juniorförlag i albumserien "Ett fall för Max Jordan" 1979–80.

### Dansk utgivning
Danmark började ge ut Max Jordan samtidigt som Sverige. I dansk översättning har dock ytterligare album givits ut. 2019 började Förlaget Zoom ge ut alla Max Jordan-album fördelade på fem samlingsvolymer, varav de tidigare utgivna titlarna kom ut i nyöversättning. 

### Utgivningsindex
| Originaltitel                 | Utgivningsår | Svensk publicering                                     | Dansk publicering          |
| ----------------------------- | ------------ | ------------------------------------------------------ | -------------------------- |
| "Libuelle s'évade"            | 1959         | "Skatan på rymmen" (album 1, Bonniers Juniorförlag)    | "Flugten"                  |
| "Popaï et vieux tableaux"     | 1959         | "Kungen gör en tavla" (album 2, Bonniers Juniorförlag) | "Popain og gamle malerier" |
| "La Voiture immergée"         | 1959         | "Bilen som kört fast" (album 3, Bonniers Juniorförlag) | "Bilen, der druknede"      |
| "Les Cargos du crépuscule"    | 1961         | -                                                      | "Mørkets laster"           |
| "L'Enfer de Xique-Xique"      | 1962         | -                                                      | "Den sorte hund"           |
| "Surboum pour 4 roues"        | 1963         | -                                                      |                            |
| "Les Moines rouges"           | 1964         | -                                                      | "De røde munkes kloster"   |
| "Les 3 taches"                | 1965         |                                                        |                            |
| "Le Gant a 3 doigts"          | 1966         |                                                        |                            |
| "Le Chinois a deux roues"     | 1967         |                                                        |                            |
| "Chaud et froid"              | 1969         |                                                        |                            |
| "Pâtée explosive"             | 1971         |                                                        |                            |
| "Carats en vrac"              | 1971         |                                                        |                            |
| "Gil Jourdan et les fantômes" | 1972         |                                                        |                            |
| "Sur la piste d'un 33 tours"  | 1973         |                                                        |                            |
| "Entre deux eaux"             | 1979         |                                                        |                            |